# Зимин, Даниил Фёдорович
Даниил (Данил) Фёдорович Зимин (2 декабря 1918, Сухарево, Казанская губерния, РСФСР — 16 апреля 1970, Москва, СССР) — советский геофизик, специалист по поиску и разведке урановых месторождений, лауреат Сталинской премии (1949).

## Биография
Родился 2 декабря 1918 года, в селе Сухарево Шереметьевского района Татарской АССР. В июне 1941 года окончил Казанский государственный университет имени В. И. Ульянова-Ленина (КГУ), ныне Казанский университет.
Ветеран Великой Отечественной войны. Призван 05 июля 1941 года, служил в звании старшего лейтенанта в 1421 и 1437 зенитных артиллерийских полков 53 зенитной артиллерийской дивизии. Службу закончил 24 декабря 1945 года. . Награждён медалью «За победу над Германией в Великой Отечественной войне 1941—1945 гг.»
С июня 1946 по 1950 год начальник геофизической партии СГУ (главный геофизик) АО «Висмут» (ГДР). Принимал участие в разведке первых урановых месторождений Рудных гор. За эти работы в 1949 году стал лауреатом Сталинской премии и награждён орденом Ленина (за разработку и осуществление новой системы горного вскрытия месторождений урана и за внедрение скоростных методов проходки горно-капитальных выработок).
С 1950 г. доцент кафедры ядерно-радиометрических методов Московского геологоразведочного института — МГРИ (Российский государственный геологоразведочный университет имени Серго Орджоникидзе). В 1961—1970 годах — декан геофизического факультета МГРИ.
Умер 16 апреля 1970 года в Москве. Похоронен на Алексеевском кладбище.

## Труды
- Л. В. Горбушина, Д. Ф. Зимин, А. С. Сердюкова. Радиометрические и ядерно-геофизические методы поисков и разведки месторождений полезных ископаемых: [учебное пособие для геол. и горных вузов] /- Москва : Атомиздат, 1970. — 376 с. : черт. ; 22 см. — Библиогр.: с. 371—373 (70 назв.). — 2420 экз.
- Радиометрические и ядерно-геофизические методы поисков и разведки месторождений полезных ископаемых [Текст] : Учебное пособие для студентов геол. и горных вузов / Л. В. Горбушина, Д. Ф. Зимин, А. С. Сердюкова. — Москва : Атомиздат, 1970. — 375 с. : ил.; 22 см.
- Геология и методы поисков урановых месторождений [Текст] : [Учебник для геологоразведочных техникумов] / А. Б. Каждан, В. Е. Бойцов, Д. Ф. Зимин. — Москва : Недра, 1971. — 192 с. : ил., карт.; 22 см.
- Радиометрия и ядерная геофизика. / Л. В. Горбушина, Д. Ф. Зимин, В. В. Нагля, Л. И. Овчинников / . М., Недра , 1974.